# Église Saint-Jean-Baptiste de Vernols
Pour les articles homonymes, voir Église Saint-Jean-Baptiste.
L'église Saint-Jean-Baptiste de Vernols est une église catholique française située à Vernols, dans le département du Cantal.

## Localisation
L'église est située dans le village de Vernols, dans les monts du Cézallier.

## Description
L'église date du 12e siècle, elle est formée d'une nef avec deux chapelles latérales, dont l'une du 15e siècle et l'autre du 19e siècle. L'arc triomphal sépare la nef du chœur. Celui-ci est formé d'une travée droite couverte d'une croisée d'ogives. Le chevet est formé de cinq pans coupés. Le clocher à peigne comporte quatre logements.

## Historique
L'église a été inscrite partiellement au titre des monuments historiques le 30 novembre 1987 ; cette inscription est remplacée par un nouvel arrêté du 17 juillet 2019 portant sur la totalité de l'église.

## Galerie de photos

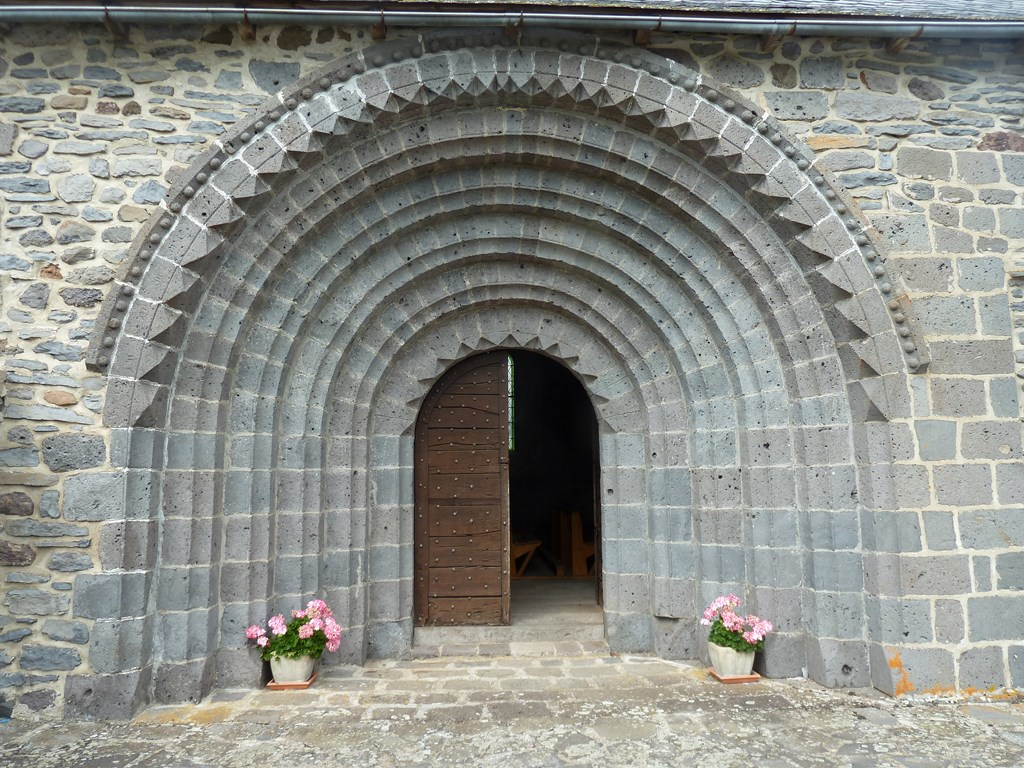
Portail de l'église.